# Keepmoat Stadium
 (septembre 2022).
Si vous disposez d'ouvrages ou d'articles de référence ou si vous connaissez des sites web de qualité traitant du thème abordé ici, merci de compléter l'article en donnant les références utiles à sa vérifiabilité et en les liant à la section « Notes et références ».
Le Keepmoat Stadium est une enceinte sportive située à Doncaster dans le Yorkshire, en Angleterre.

## Histoire
Ce stade de 15 231 places est utilisé le Doncaster Rovers Football Club, les Doncaster Rovers Belles LFC (clubs de football) et Doncaster RLFC (club de rugby à XIII).
Construit en 2006, il est inauguré officiellement le 3 août 2007 à l'occasion d'un match de football entre Doncaster Rovers et une équipe de Manchester United devant 13 080 spectateurs, cependant la première rencontre sportive tenue dans ce stade est une rencontre de rugby à XIII entre Doncaster et Sheffield Eagles le 27 décembre 2006.